# Пол Бостаф
Пол Стівен Бостаф (англ. Paul Steven Bostaph; нар. 26 березня 1964, Сан-Франциско, США) — метал-барабанщик, який найбільше прославився своєю роботою з групою Slayer, разом з якою записав сім студійних альбомів

## Біографія

### Ранні роки
Пол Бостаф відвідував Ньюаркський Меморіальну Середню школу, в Ньюарку, Каліфорнія. Він мав дуже сильну неприязнь до навчання. «Я відчував, що я мав досить, щоб отримати все що мені треба для життя, і навіщо робити щось більше?». Почав він грати на барабанах у 16-річному віці.

## Slayer і соло проект (1992—2001, 2013—)
Після відходу барабанщика Slayer Дейва Ломбардо в 1992 році, група почала шукати нового барабанщика. Після прослуховування декількох барабанщиків і сотень демонстраційних стрічок, технік гітари рекомендував Бостафа гітаристу Керрі Кінгу. Члени Slayer слухали Forbidden, проте не бачили, як Бостаф міг вписатися в групу. Slayer прослуховував Бостаф з дев'ятьма піснями, і він зробив тільки одну помилку на «Angel of Death».
Бостаф зробив запис трьох альбомів спільно зі Slayer, його найменш улюблений альбом Divine Intervention 1994 року. Бостаф покинув групу в 1996 році, щоби зосередитися на своєму власному проекті Truth About Seafood і був замінений Джоном Деттіт, однак, повернувся в 1997 році. Його другий улюблений альбом — 2001 роки God Hates Us All.
Бостаф пішов з групи після випуску God Hates Us All через хронічну травму ліктя, яку він переніс і яка перешкоджала його здатності грати. Його остання робота з групою зареєстрована на DVD War at the Warfield, випущеному 7 грудня 2001 року.
Тим не менш, в кінці травня вокаліст Slayer, Том Арай обьявил про повернення Бостаф в групу.

## Systematic (2003—2004)
Не бажаючи кидати музику, Бостаф в 2003 році приєднався до Systematic — групі, яку він попередньо сформував з вокалістом Тімом Нардаккі і гітаристом Адамом Раппелем перед реєстрацією Slayer Diabolus in Musica. Бостаф здійснював поїздку з Systematic протягом чотирьох місяців, хоча в 2004 році заявив: «Я не мав задоволення від подібної гри, це не для мене». У 2003 Бостаф отримав рану коліна, граючи у футбол. Після закінчується туру Systematic, Бостаф зазнав хірургічної операції і не торкався барабанів протягом більш ніж року, поки він не отримав запрошення по телефону від членів Exodus.

## Exodus (2005—2007)
Бостаф отримав запрошення по телефону від менеджера Exodus, який попросив, щоб він приєднався до групи. Проте 28 березня 2007 року, Бостаф оголосив, що він розлучився з Exodus. «У них тепер є їх оригінальний барабанщик Том Хантінг який повернувся назад в групу. Я завжди говорив, що якщо Том коли-небудь захоче повернутися, трон барабана — його. Я плекаю найбільшу повагу до Тома і його грі». Бостаф також оголосив, що він більше не становить комплекти барабанів TAMA і гордий представляти Drum Workshop та їх продукти.

## Testament (2008—2011)
Testament та їх офіційний вебсайт оголосили, що Бостаф возз'єднався з групою в жовтні 2007 року. The Formation of Damnation (2008) — перший студійний альбом студії Testament за останні дев'ять років (після 1999 року), і перший за участю Пола Бостафа як ударника групи. Також альбом відзначився поверненням гітариста-віртуоза Алекса Сколнік після виходу з групи в 1992 році й басиста Грега Крістіана, який покинув групу в 1994 році. Альбом отримав нагороду «Альбом року» від журналу Metal Hammer. 2 грудня 2011 року PAUL BOSTAPH пішов з TESTAMENT, прокоментувавши це розбіжностями в процесі написання матеріалу.

## Дискографія
| Slayer - Divine Intervention (1994) - Live Intrusion (1995) - Diabolus in Musica (1998) - God Hates Us All (2001) - War at the Warfield [video] (2003) Systematic - Pleasure to Burn (2003) | Testament - Return to the Apocalyptic City (1993) - The Formation of Damnation (2008) Forbidden - Forbidden Evil (1988) - Twisted into Form (1990) Exodus - Shovel Headed Kill Machine (2005) |  |